# Bluff City (Arkansas)
Bluff City é uma cidade  localizada no estado americano de Arkansas, no Condado de Nevada.

## Demografia
Segundo o censo americano de 2000, a sua população era de 158 habitantes. 
Em 2006, foi estimada uma população de 124, um decréscimo de 34 (-21.5%).

## Geografia
De acordo com o United States Census Bureau, a localidade tem uma área de 5,9 km², sem área coberta por água. Bluff City localiza-se a aproximadamente 64 m acima do nível do mar.

## Localidades na vizinhança
O diagrama seguinte representa as localidades num raio de 24 km ao redor de Bluff City. 